# Сан Мамилијано (Терни)
Сан Мамилијано је насеље у Италији у округу Терни, региону Умбрија.
Према процени из 2011. у насељу је живело 35 становника. Насеље се налази на надморској висини од 575 м.